# Улугнорський район

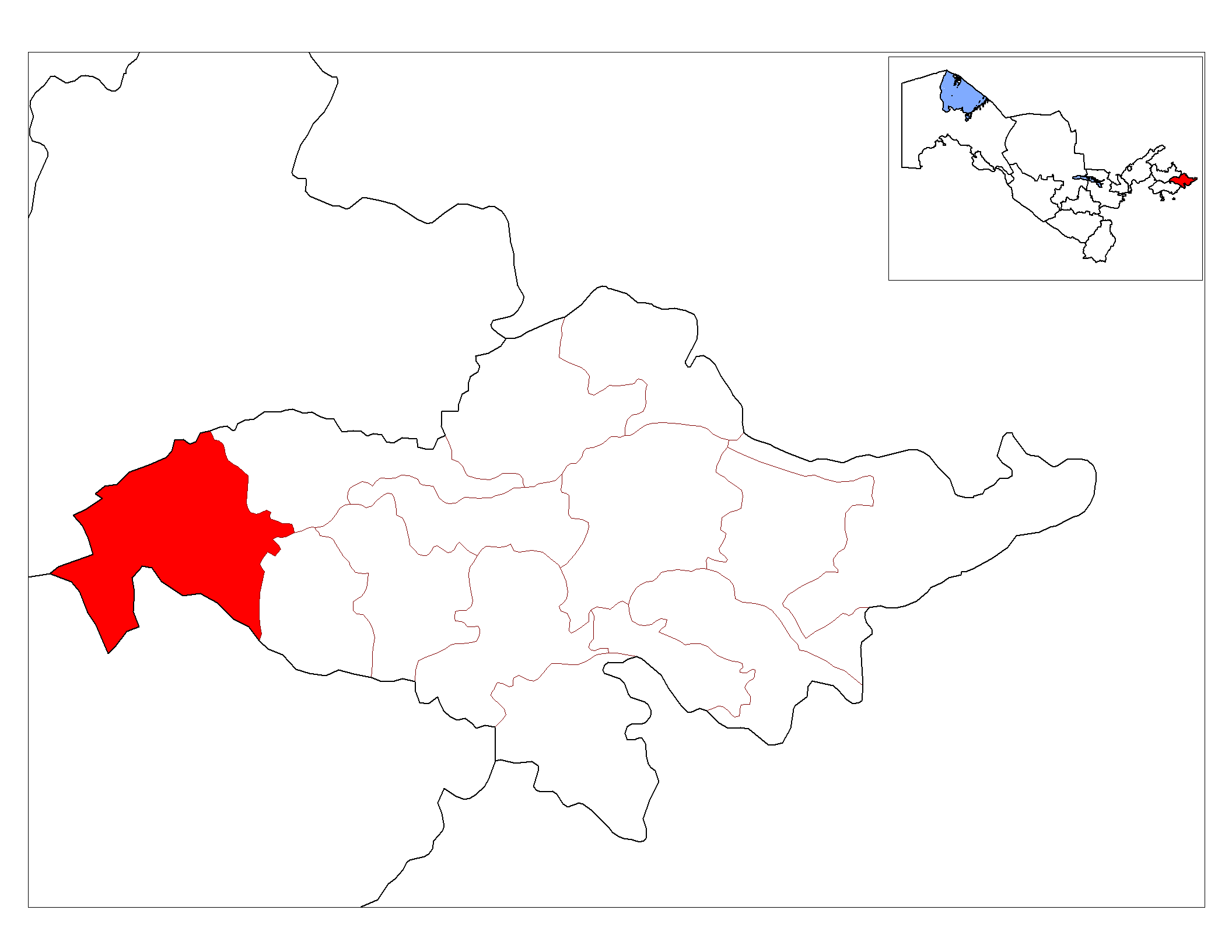
Розташування району на карті області

Улугно́рський район (до 1996 року — Комсомолабадський; узб. Улуғнор тумани, Ulug’nor tumani) — один з 14 районів (тумані) Андижанської області. Розташований в західній її частині.
Утворений 26 грудня 1973 року.
Площа району становить 440 км².
Населення становить 47,3 тис. осіб. Більшу частину складають узбеки. Проживають також киргизи, таджики, росіяни та інші народи. Щільність населення становить 133 чол./км².
Район складається з 4 сільських рад (кішлак-фукаролар-їгині) — Акалтин, Мінгбулак, Мінгчинар, Навої.
Адміністративний центр — кишлак Акалтин.

## Природа
Рельєф району складається з рівнин, є багато пагорбів.
Клімат різко континентальний. Пересічні температури липня +24-28 °C, січня −4 °C. Вегетаційний період становить 235 днів. За рік випадає в середньому 192—200 мм опадів.
Територією району проходить Великий Андижанський канал.
Ґрунти лучні сіроземи та слабкі солончаки.
На цілинних ділянках зростають полин, лебеда, кульбаба, очерет, билина, янтак, пальчатка, тамариск, перлівниця Лемана, щавель, хвощ, сорго, в'юнок польовий, м'ята. Серед диких тварин поширені лисиця, заєць, змії, ящірки (варан), черепахи, птахи (лелека, качки, горобці, жайворонок, ворона, горлянка).